# Samit-Khan
Samit-Khan (azerbajdzjanska: Birinci Səmədxanlı) är en ort i Azerbajdzjan.   Den ligger i distriktet Masallı Rayonu, i den sydöstra delen av landet, 180 km sydväst om huvudstaden Baku. Antalet invånare är 885.
Terrängen runt Samit-Khan är platt. Runt Samit-Khan är det ganska tätbefolkat, med 230 invånare per kvadratkilometer.. Närmaste större samhälle är Masally, 4,3 km sydväst om Samit-Khan.
Trakten runt Samit-Khan består till största delen av jordbruksmark.